# Tarnowicyt
Tarnowicyt (Tarnowitzyt, Tarnowskit, Aragonit ołowiowy) – odmiana aragonitu, minerał z gromady węglanów.
Jest to odmiana aragonitu zawierająca izoformiczną domieszkę węglanu ołowiu, cerusytu PbCO3. Zawartość PbCO3 w minerale dochodzi od 9 do 15%.
Minerał odkrył i opisał w 1841 r. Martin Websky starosta górniczy okręgu Zwickau. Nazwę dla minerału nadał August Breithaupt wybitny mineralog niemiecki, nazwa wiąże się z miejscem występowania minerału i pochodzi od dawnej niemieckiej nazwy miasta Tarnowskie Góry – Tarnowitz.
Tarnowicyt uznawany był za oddzielny minerał, został zdyskredytowany i uznany za odmianę aragonitu.

## Charakterystyka

### Właściwości
- Pleochroizm: brak
- Widmo absorpcyjne: nie diagnostyczne
- Luminescencja w bliskim ultrafiolecie wykazuje bladoróżowe, żółte lub zielone świecenie. W dalekim ultrafiolecie kryształy dają żółtawe, żółtawoczerwone lub białe świecenie.

Wykształcony w formie skupień pręcikowych, igiełkowych lub włóknistych. Zazwyczaj tworzy promieniste skupienia krystaliczne na powierzchni dolomitu, limonitu lub galeny. Często występują zbliźniaczenia (czasami wielokrotne). Jest kruchy, przezroczysty. Reaguje z kwasem solnym. Jest izomorficzny z witerytem, stroncjanitem, cerusytem. W warunkach panujących na powierzchni Ziemi przekrystalizowuje się w kalcyt i tworzy z nim paramorfozy.

### Występowanie
Jest produktem niskotemperaturowych procesów hydrotermalnych, występuje w pęcherzach pogazowych.
Miejsca występowania:
- W Polsce: występuje w okolicach Tarnowskich Gór oraz został stwierdzony w nieistniejącej już kopalni rud cynku i ołowiu „Trzebionka” k. Trzebini.

### Zastosowanie
- W jubilerstwie rzadko ze względu na miękkość, oszlifowane kryształy są zwykle bezbarwne,
- interesujący dla kolekcjonerów,
- rzadko wykorzystywany jako kamień ozdobny,